# Elleker
Elleker ist ein Ort im australischen Bundesstaat Western Australia. Er liegt etwa 12,2 Kilometer westlich von Albany. Der Ort liegt im traditionellen Siedlungsgebiet des Aborigines-Stammes der Mineng.

## Geographie

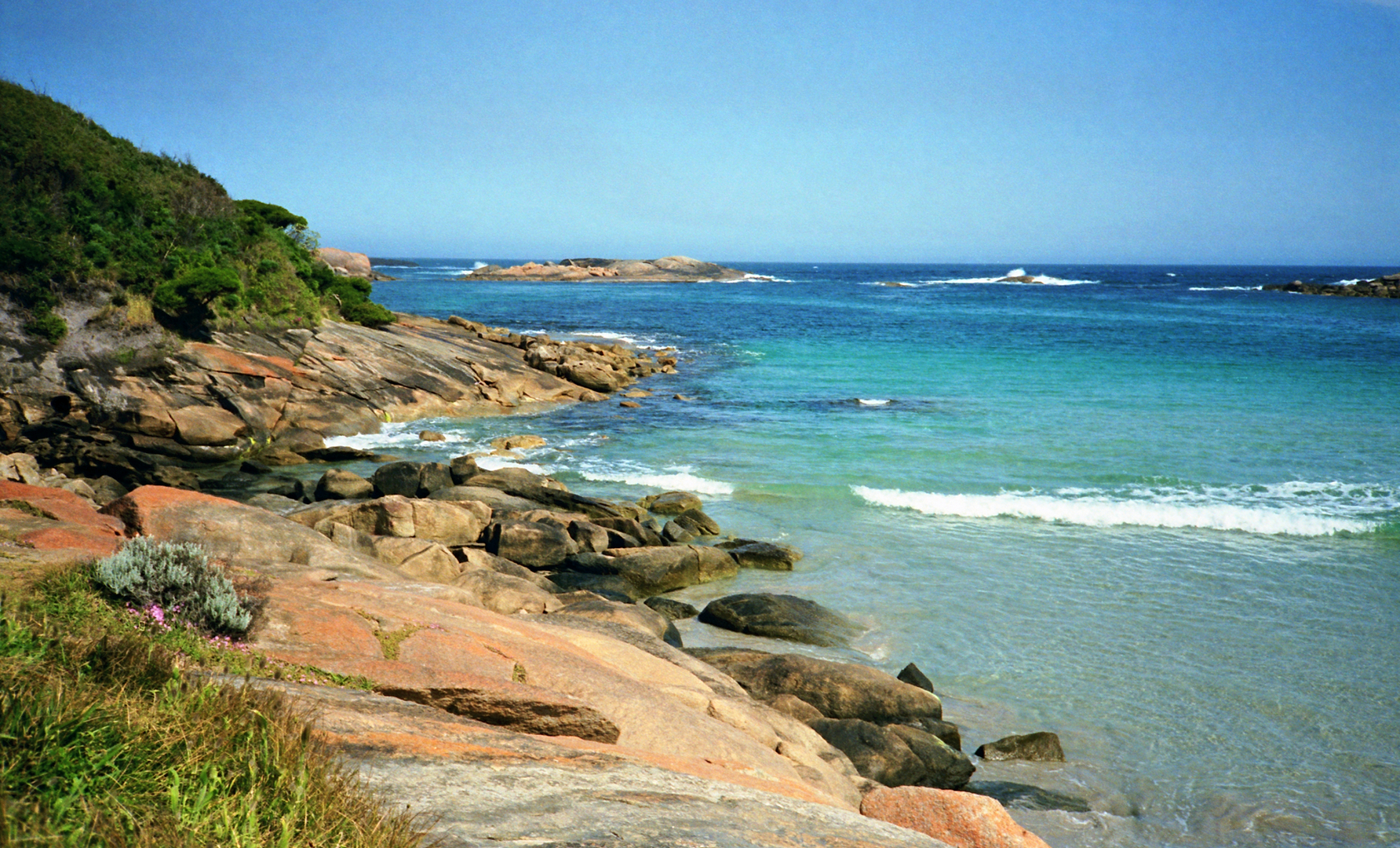
Sicht auf Shelter Island

Westlich des Ortes liegt Torbay, östlich Sandpatch und Cuthbert und nördlich Marbelup. Die vorgelagerte Insel Shelter Island gehört auch noch zum Ort.
Im Süden hat Elleker eine etwa 6,4 Kilometer lange Küste, von der etwa 1,4 Kilometer aus Strand besteht. Diese heißen Hanging Rock und Port Hughes. Außerdem liegt der See Lake Powell und das Lake Powell Nature Reserve und das Shelter Island Nature Reserve in Elleker.

## Geschichte und Etymologie
Es gab in der W A Land Company, die Firma, die auch den Great Southern Railway baute, den Plan 1889 eine Stadt auf dem Gebiet des heutigen Elleker aufzubauen, welche Lakeside heißen sollte, da sie in der Nähe zu Lake Powell gewesen wäre. Dies war aber nicht wirklich erfolgreich. Die Regierung kaufte die Bahnlinie und gestaltete den Ort um. Man entschied sich dagegen den Namen Lakeside zu benutzen, da man Verwechslung mit einem anderen Lakeside bei Kalgoorlie verhindern wollte. Deshalb sollte die Bahnstation nun den Namen Torbay Junction tragen.
1921 entschied Western Australia Railways die Umbenennung des Ortes zu Ualungup, da man aber befürchtete, dass es zu sehr wie Yallingup klingt, wurde dieser abgelehnt. Die Alternativen Elleker und Lockyer wurden vorgeschlagen, und der Name Elleker wurde übernommen. Der Name wurde von Mr J Mowforth, ein Mitglied des Albany Road Board, vorgeschlagen. Dieser kommt aus Yorkshire. Der Name basiert auf der Stadt Ellerker im Yorkshire.

## Bevölkerung
Der Ort Elleker hatte 2016 eine Bevölkerung von 374 Menschen, davon 50,7 % männlich und 49,3 % weiblich. Darunter sind 1,3 % (fünf Personen) Aborigines oder Torres Strait Islanders.
Das durchschnittliche Alter in Elleker liegt bei 46 Jahren, acht Jahre mehr als der australische Durchschnitt von 38 Jahren.